# Нарн-им-Махланде
Нарн-им-Махланде (нем. Naarn im Machlande) — ярмарочная коммуна (нем. Marktgemeinde) в Австрии, в федеральной земле Верхняя Австрия. 
Входит в состав округа Перг.  Население составляет 3538 человек (на 14 марта 2007 года). Занимает площадь 35 км². Официальный код  —  41114.

## Политическая ситуация
Бургомистр коммуны — Руперт Вальмюллер (СДПА) по результатам выборов 2003 года.
Совет представителей коммуны (нем. Gemeinderat) состоит из 25 мест.
- СДПА занимает 13 мест.
- АНП занимает 11 мест.
- АПС занимает 1 место.